# 天草警察署
天草警察署（あまくさけいさつしょ）は、熊本県警察所管の警察署である。

## 所管区域
- 天草市（牛深警察署の管轄区域を除く）
- 天草郡苓北町

## 所在地
- 熊本県天草市今釜新町3530番地
- 最寄バス停:産交バス「天草警察署総合庁舎前」バス停

## 沿革
- 2004年3月31日 上天草市の発足に伴い、龍ヶ岳町の区域が上天草警察署（大矢野警察署より改称）の管轄となる。
- 2006年3月27日 本渡市と牛深市、天草郡の8町（栖本・新和・五和・倉岳・有明・御所浦・天草・河浦）が合併し、「天草市」が誕生。これに伴い「本渡警察署」から「天草警察署」に名称を変更し、天草町大江向の区域が牛深警察署の管轄に変更。

## 交番・駐在所
| 名称           | 読み             | 所在地                      |
| -------------- | ---------------- | --------------------------- |
| 東浜交番       | ひがしはま       | 天草市東浜町22-5            |
| 苓北交番       | れいほく         | 天草郡苓北町志岐558         |
| 楠浦駐在所     | くすうら         | 天草市楠浦町2960            |
| 本渡東駐在所   | ほんどひがし     | 天草市志柿町6030-67         |
| 御領駐在所     | ごりょう         | 天草市五和町御領6850-17     |
| 二江駐在所     | ふたえ           | 天草市五和町二江1368-10     |
| 新和駐在所     | しんわ           | 天草市新和町小宮地660-5     |
| 栖本駐在所     | すもと           | 天草市栖本町馬場96-30       |
| 倉岳駐在所     | くらたけ         | 天草市倉岳町棚底923         |
| 御所浦駐在所※  | ごしょうら       | 天草市御所浦町御所浦2852-11 |
| 天草有明駐在所 | あまくさありあけ | 天草市有明町上津浦2379-6    |
| 下田駐在所     | しもだ           | 天草市天草町下田北534-1     |
| 高浜駐在所     | たかはま         | 天草市天草町高浜南488-1     |
| 大江駐在所     | おおえ           | 天草市天草町大江595         |

※御所浦駐在所は県内唯一の離島駐在所

## 警備艇
- 熊1 しらぬひ[2] 12m型 2016-
- (退役) 熊1 しらぬひ 12m型 1989-2016

## 主な未解決事件
- 天草市亀場町亀川死亡ひき逃げ事件[3]